# Diporiphora amphiboluroides
Espèce
Synonymes
- Caimanops amphiboluroides (Lucas & Frost, 1902)

Diporiphora amphiboluroides est une espèce de sauriens de la famille des Agamidae.

## Répartition
Cette espèce est endémique d'Australie-Occidentale.

## Description
C'est un lézard plus gris-beige, le dessous étant plus clair. Il est doté d'une longue queue et de pattes assez fines, dotées de griffes.

## Taxinomie
Cette espèce a été placée dans le genre monotypique Caimanops de 1974 à 2012.

## Publication originale
- Lucas & Frost, 1902 : Descriptions of some new lizards from Western Australia.  Proceedings of The Royal Society of Victoria, vol. 15, p. 76-79 (texte intégral).